# Neandertal (Film)
Neandertal ist ein deutscher Spielfilm von Jan-Christoph Glaser und Ingo Haeb aus dem Jahr 2006 mit Andreas Schmidt und dem Berliner Jungschauspieler Jacob Matschenz in den Hauptrollen.

## Inhalt
Guido ist 17 und leidet an Neurodermitis. Als er nach einem schweren Schub ins Krankenhaus eingeliefert wird, beginnt er sein Leben zu hinterfragen und realisiert, dass seine scheinbar heile Familienwelt auf Lügen aufgebaut ist. Kurzerhand beschließt er in die WG seines Bruders zu ziehen, wo er den Tagelöhner Rudi kennenlernt. Der junge Guido erfährt durch ihn die Vorzüge eines selbstbestimmten Lebens und fühlt sich auch gesundheitlicher immer besser. Doch als Guidos Mutter im Alkoholrausch stürzt, scheint sich das anfängliche Hoch im Sand zu zerstreuen.

## Hintergrund
Neandertal wurde 2006 uraufgeführt, am 24. April 2008 wurde er erneut gezeigt. Der Film wurde bei den Hofer Filmtagen vorgeführt. Der Filmtitel ist sinnbildlich und bezieht sich auf die Tierfellkleidung von Menschen („dünne Haut“) aus dem Neandertal.
Im Hintergrund der Handlung werden der zeitgleiche Weg zur Deutschen Einheit und die Fußball-Weltmeisterschaft 1990 thematisiert.

## Kritik
Das Lexikon des internationalen Films lobt: „Ein genau beobachtender Film über eine schmerzhafte Selbstfindung und Ausgrenzung, der durch seine wunderbar rhythmisierte Struktur überzeugt. Durch seinen historischen Hintergrund liefert das überzeugende Debüt zugleich eine Studie über die Stimmungslage und das Ende der alten Bundesrepublik Deutschland.“